# ليز كلاي
إليزابيث "ليز" كلاي (من مواليد 9 مايو 1995) هي لاعبة عداءة حواجز أسترالية في سباق 100 متر، أفضل رقم شخصي لها وهو 12.71 ثانية في أولمبياد طوكيو يجعلها ثالث أسرع لاعبة في تاريخ أستراليا.
في الألعاب الأولمبية الصيفية في طوكيو ركضت كلاي 12.87 ثانية لتحتل المركز الثاني في مجموعتها وتصل إلى الدور نصف النهائي، حيث سجلت أفضل رقم شخصي لها وهو 12.71 ثانية لتحتل المركز الثالث.